# Passo della Crocetta
Il passo della Crocetta è un valico dell'Appennino ligure a 599 m s.l.m.
Il passo è punto di partenza per molti escursionisti diretti a Monte Pegge e al Monte Manico del Lume 

## Geografia

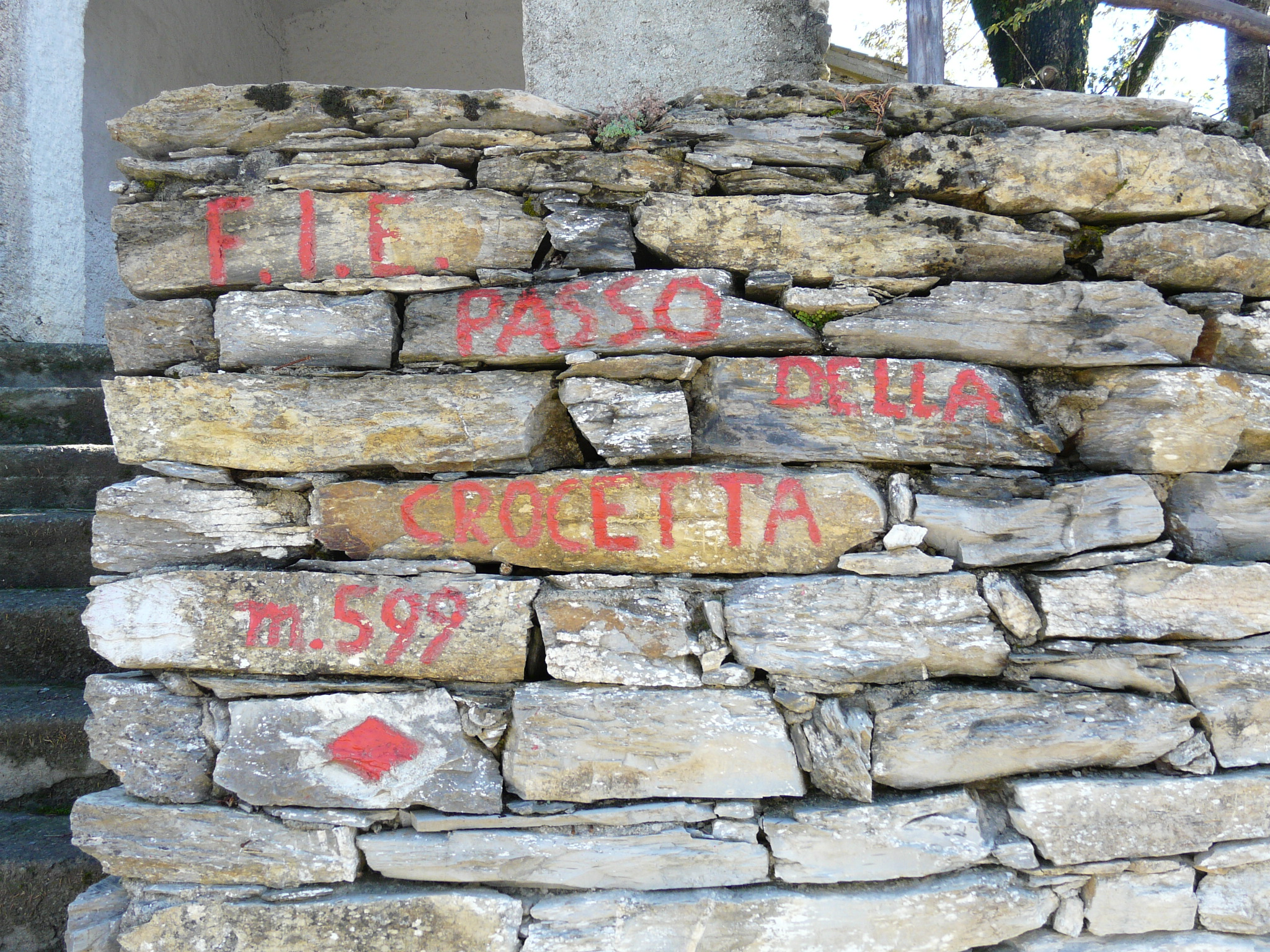
Scritta del passo

Il colle, punto di passaggio per raggiungere la val Fontanabuona dal golfo del Tigullio, mette in comunicazione il comune di Rapallo con quelli dell'entroterra, quali Coreglia Ligure, Orero, Cicagna.

## Ciclismo
Il valico è una meta frequentata da cicloamatori genovesi e liguri.
È possibile ottenere il Brevetto della Crocetta, ideato dalla Società Geo Davidson 2019 Rapallo, seguendo le istruzioni riportate nella pagina http://www.geodavidson.it/brevetto-della-crocetta/

## Cappella
Le prime testimonianze del passo della crocetta risalgono a documenti del XIII secolo ove è citato come valico del “castrum lasaniae”; di qui transitava la cosiddetta via dei panettieri, che andavano nel piacentino ad approvvigionarsi di farina, scambiandola con il sale. Essi, fiancheggiando il torrente detto Memo (poi Monti), superavano l'abitato e la chiesa di San Maurizio raggiungendo il nucleo di Noè per poi salire al passo della Crocetta.
Tale denominazione è da collegarsi all'erezione sul valico di un simbolo ed in seguito di una minuscola cappella rifacendosi alla Croce di Cristo come ci conferma lo storiografo del santuario di Montallegro Gio. Agostino Molfino che nella sua pianta descrittiva del Golfo del Tigullio, stampata a Venezia nel 1688, indica l'esistenza poco lungi dal famoso santuario mariano d’una “cappelletta del Santissimo Crocifisso”.
L'edificio, oltre ad invitare alla preghiera propiziatrice quanti erano in viaggio per boschi isolati non certo privi di pericoli e di insidie, forniva ai viandanti un riparo in caso di inclemenza del tempo.
L’oltraggio del tempo e quello degli uomini obbligò a non pochi successivi rifacimenti e l'attuale chiesetta venne realizzata per iniziativa della comunità parrocchiale di San Maurizio e di abitanti della Fontanabona nel 1933 con la dotazione di un atrio-rifugio più accogliente.
Nel 1977 si attuavano nuovi interventi per conferire alla cappella un decoro più consono alla sua sacralità proteggendo l'interno con una cancellata in ferro ed evidenziando sulla parete di fondo il simbolo del sacrificio redentivo di Cristo.
Ogni anno, nella prima domenica di maggio, la chiesetta sul passo si anima per l'affluenza di tanti fedeli in occasione della festa della Santa Croce e la liturgia ha un momento particolarmente suggestivo quando viene impartita la benedizione eucaristica sul due vallate che qui si tendono la mano.
tratto dalle note di Pier Luigi Benatti.